# Xaniona lepida
Xaniona lepida är en insektsart som först beskrevs av Franz Xaver Fieber 1884.  Xaniona lepida ingår i släktet Xaniona och familjen dvärgstritar.
Artens utbredningsområde är Grekland. Inga underarter finns listade i Catalogue of Life.